# 麻布台ヒルズ

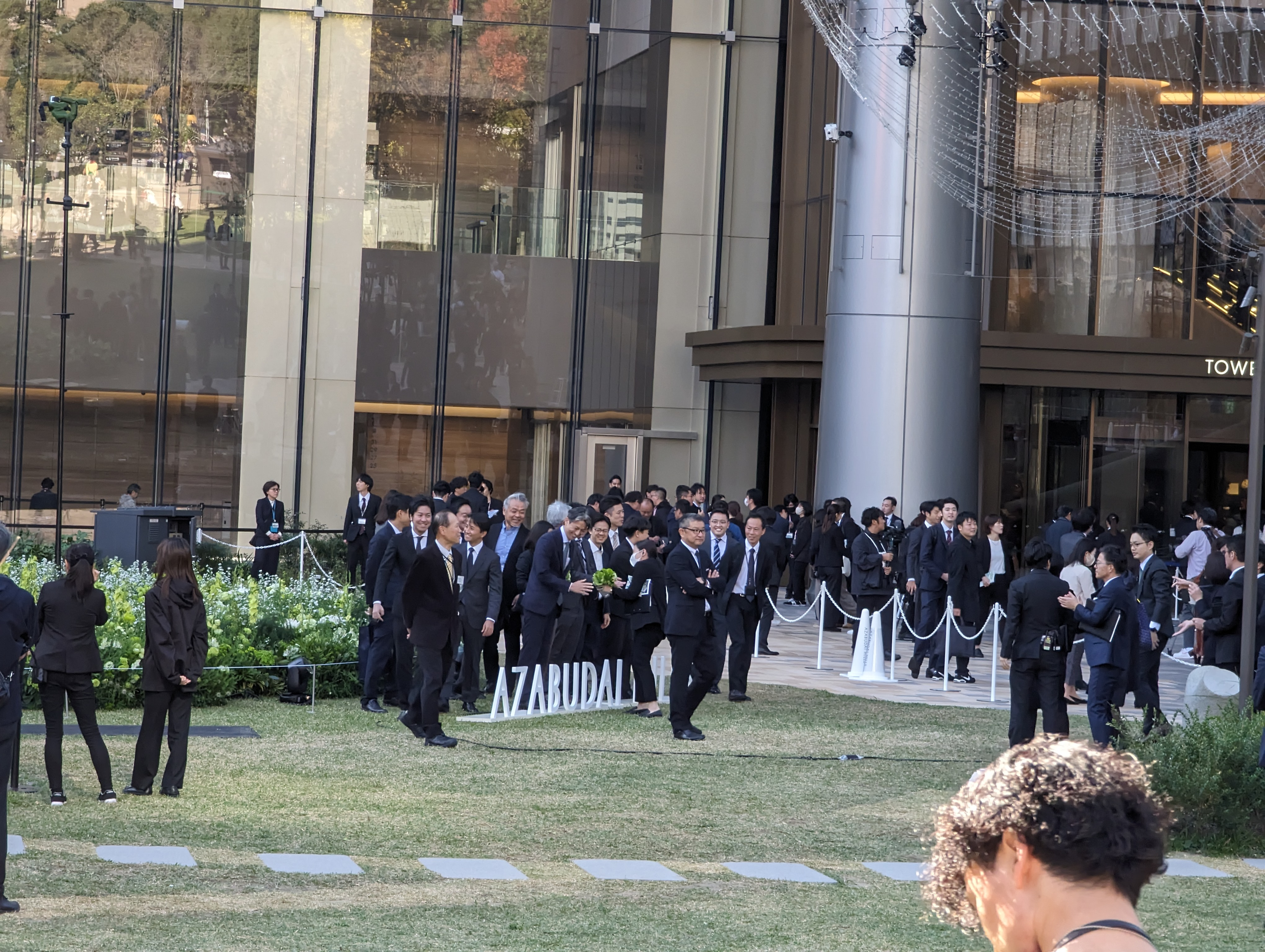
2023年11月24日午前11時の開業

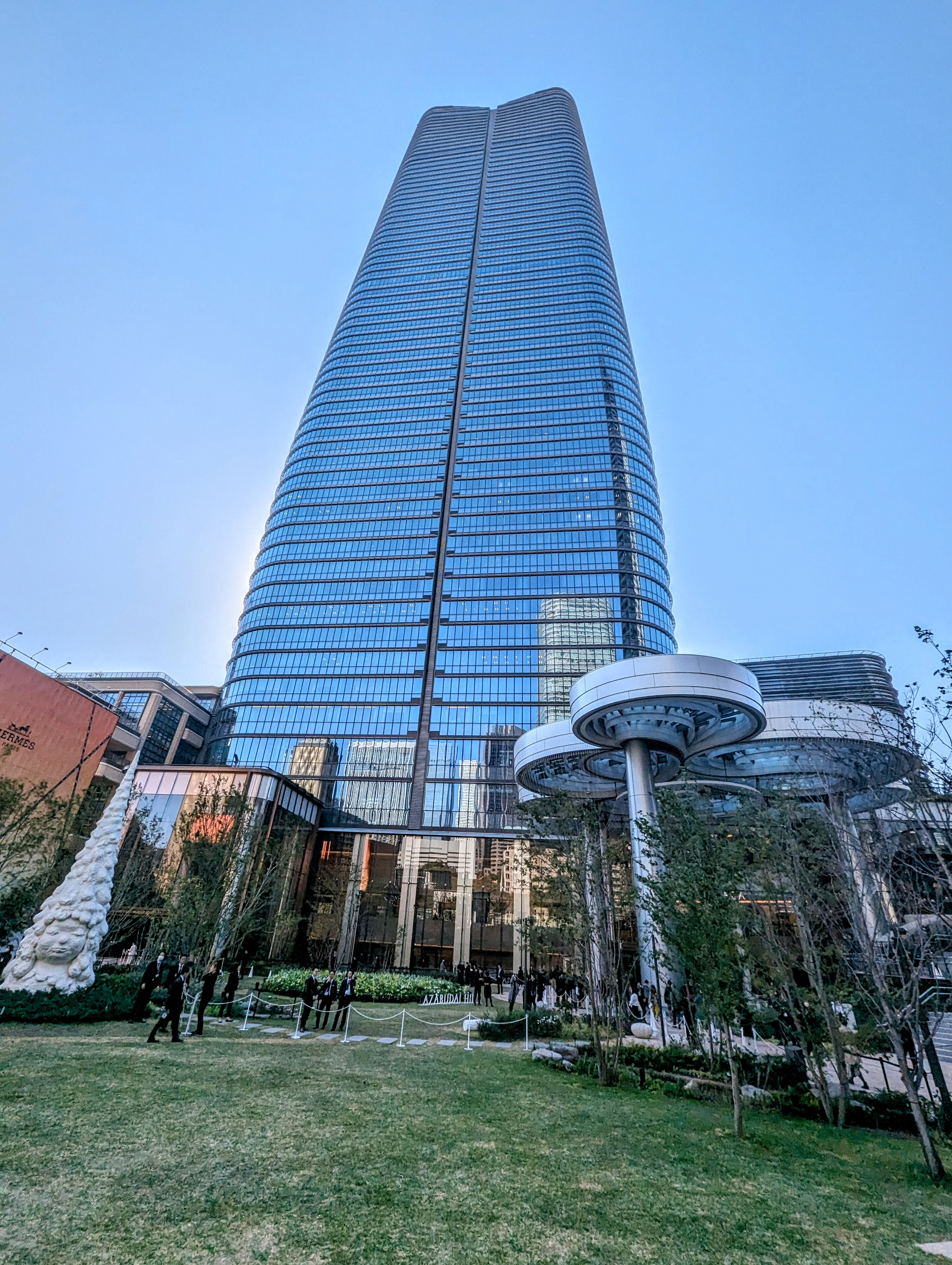
中央広場、麻布台ヒルズ森JPタワー

麻布台ヒルズ（あざぶだいヒルズ、英語: Azabudai Hills）は、日本の東京都港区麻布台一丁目・虎ノ門五丁目・六本木三丁目に所在する再開発地区・大規模複合商業施設である。
区域面積は約8.1 ha 、敷地面積は約63,900 m2 、延床面積は約861,500 m2 。中核となる麻布台ヒルズ森JPタワーは高さは330 mで、日本一高い超高層ビルである。
2023年6月30日竣工。2023年11月24日開業。総事業費はおよそ6400億円になる。デベロッパーは森ビル。

## 概要
森ビルが主導した六本木ヒルズと似通い、地権が非常に複雑で着工までに長い年月を費やした。1989年に「街づくり協議会」を設立し、2017年に都市計画決定され、2018年3月27日付をもって、東京都がこの再開発の事業組合の設立を認可した。開発にあたり、アール・デコ風建築である旧麻布郵便局飯倉ビルが解体された。麻布台ヒルズの建設は、2019年8月5日に着工した。
麻布台ヒルズは麻布台ヒルズ森JPタワー、麻布台ヒルズレジデンスA/B、麻布台ヒルズガーデンプラザA/B/C/Dに分かれている。麻布台ヒルズ森JPタワーの高さは330 m（地上64階、地下5階）で、オフィスのほか、住宅、医療施設、商業施設、インターナショナル・スクールも併設される。2棟の麻布台ヒルズレジデンスは住宅主体の高層ビルで、レジデンスBの高さは262.83 m、レジデンスAの高さは237.20 mとなる。麻布台ヒルズガーデンプラザは3〜8階建ての建物4棟から成っている。また、森JPタワーとガーデンプラザの間に面積約6,000 m2の中央広場を設置する。
麻布台ヒルズ森JPタワーの建設地には、かつて日本郵政グループ飯倉ビルがあった。麻布台ヒルズレジデンス及び麻布台ヒルズガーデンプラザの建設地は「我善坊谷」と呼ばれる窪地で、住宅や商店が建ち並んでいた。麻布台に住む住民によると、建設地には着工の20年以上前に森ビルの社員寮が建ち、それ以来、森ビルは建設地に入る各家に「土地を売って欲しい」と声をかけて回っていたものの、ビルが建つことは全く教えてくれなかったという。
設計については、麻布台ヒルズ森JPタワーと麻布台ヒルズレジデンスAは森ビル/日本設計、麻布台ヒルズレジデンスBは森ビル/日建設計/日建ハウジングシステム、麻布台ヒルズガーデンプラザは森ビル/山下設計、また施工については、麻布台ヒルズ森JPタワーと麻布台ヒルズレジデンスAは清水建設、麻布台ヒルズレジデンスBは三井住友建設、麻布台ヒルズガーデンプラザは大林組がそれぞれ担当する。
また、2024年2月9日にはそれまで江東区青海（お台場）のパレットタウン内にて2018年6月から2022年8月31日までの期間で営業していた「森ビル デジタルアート ミュージアム:エプソン チームラボボーダレス」を本施設内に移転した上で開業した。これについて、森ビル新領域企画部の杉山央課長は、「日本人ならではの感性や最先端の技術を駆使することで、ここでしか得られない特別な体験を提供したい」と述べている。さらに、杉山は「人々の営みがシームレスにつながる街になり、チームラボボーダレスのコンセプトともつながります。ボーダレスは、言語に縛られず楽しむことができるアート作品です。新しい街に文化要素を加えることで、豊かなライフスタイルになると考えています。」とも述べている。
そして、2022年12月14日に、森ビルはこの街の名称を『麻布台ヒルズ』にすることを明らかにした。それと同時に、この『麻布台ヒルズ』のロゴデザインも明らかにした。また、2023年7月より都営バスの麻布台停留所が『麻布台ヒルズ』に改称された。
2023年8月8日に、開業日を2023年11月24日にすることを明らかにした。これに先行して8月30日にブリティッシュ・スクール・イン・東京が開校したほか、11月6日に慶應義塾大学予防医療センターが検査提供を開始する。11月24日に予定通り開業し、中央広場にてリボンカッティングが行われた。
なお、麻布台ヒルズレジデンスBは、工期不足、建設を請け負った三井住友建設による設計ミス、工法変更、新型コロナウイルス感染症（COVID-19）の流行により、2025年8月まで竣工の延期を余儀なくされた。一連の工事遅延や資材・人件費高騰による三井住友建設の負った損失額は750億円を超えると推計される。

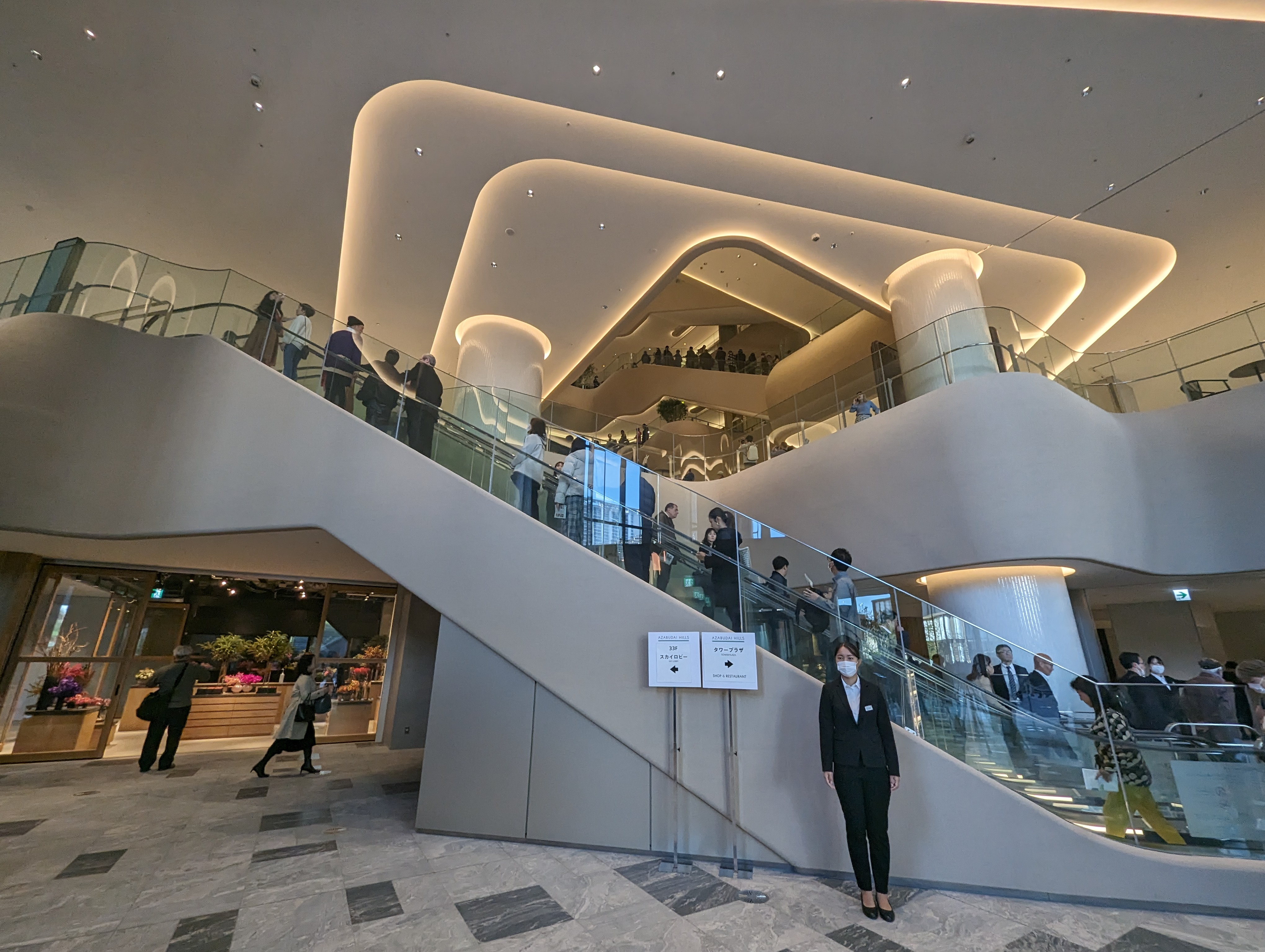
Tower Plaza
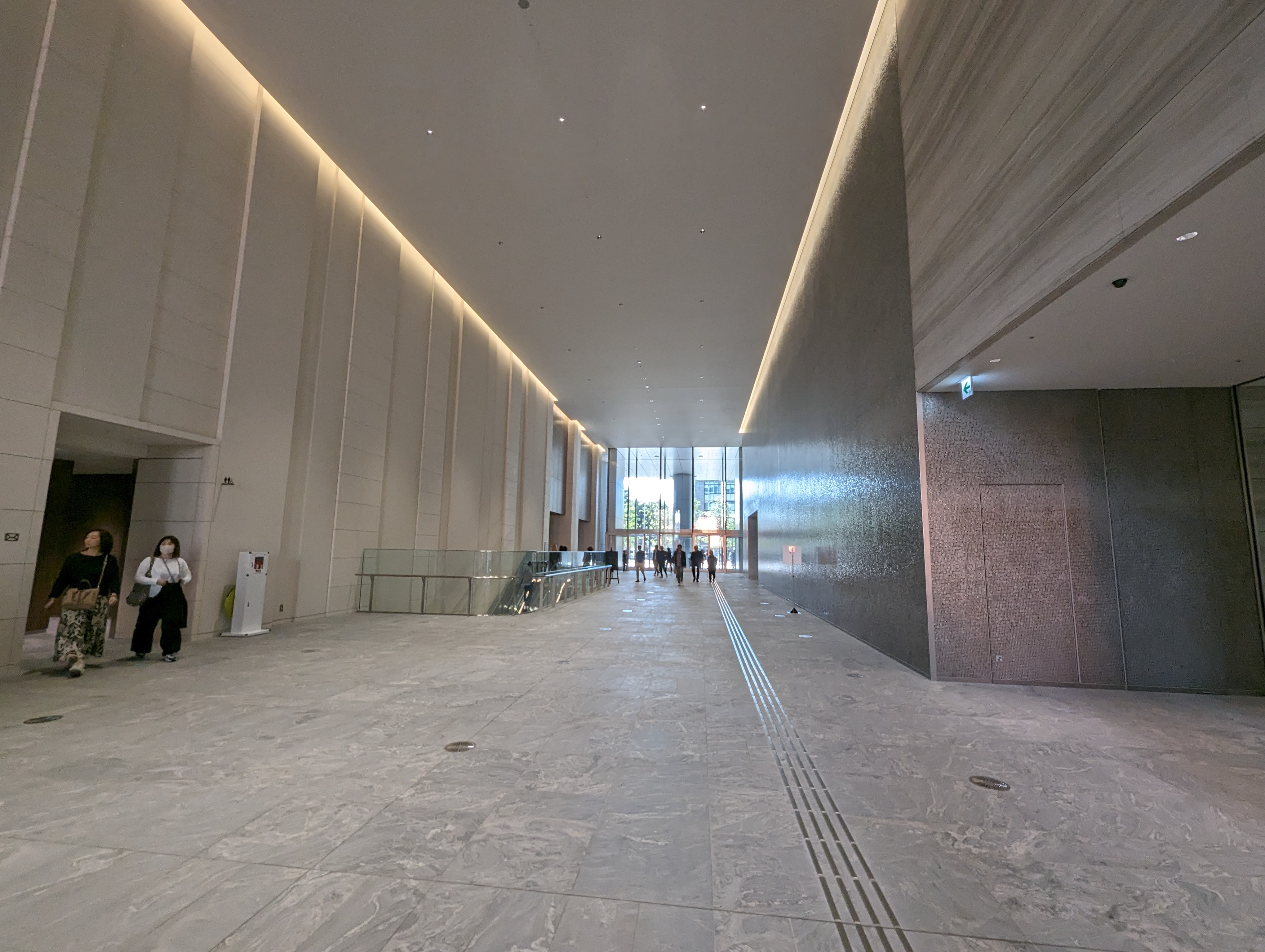
オフィスタワーロビー
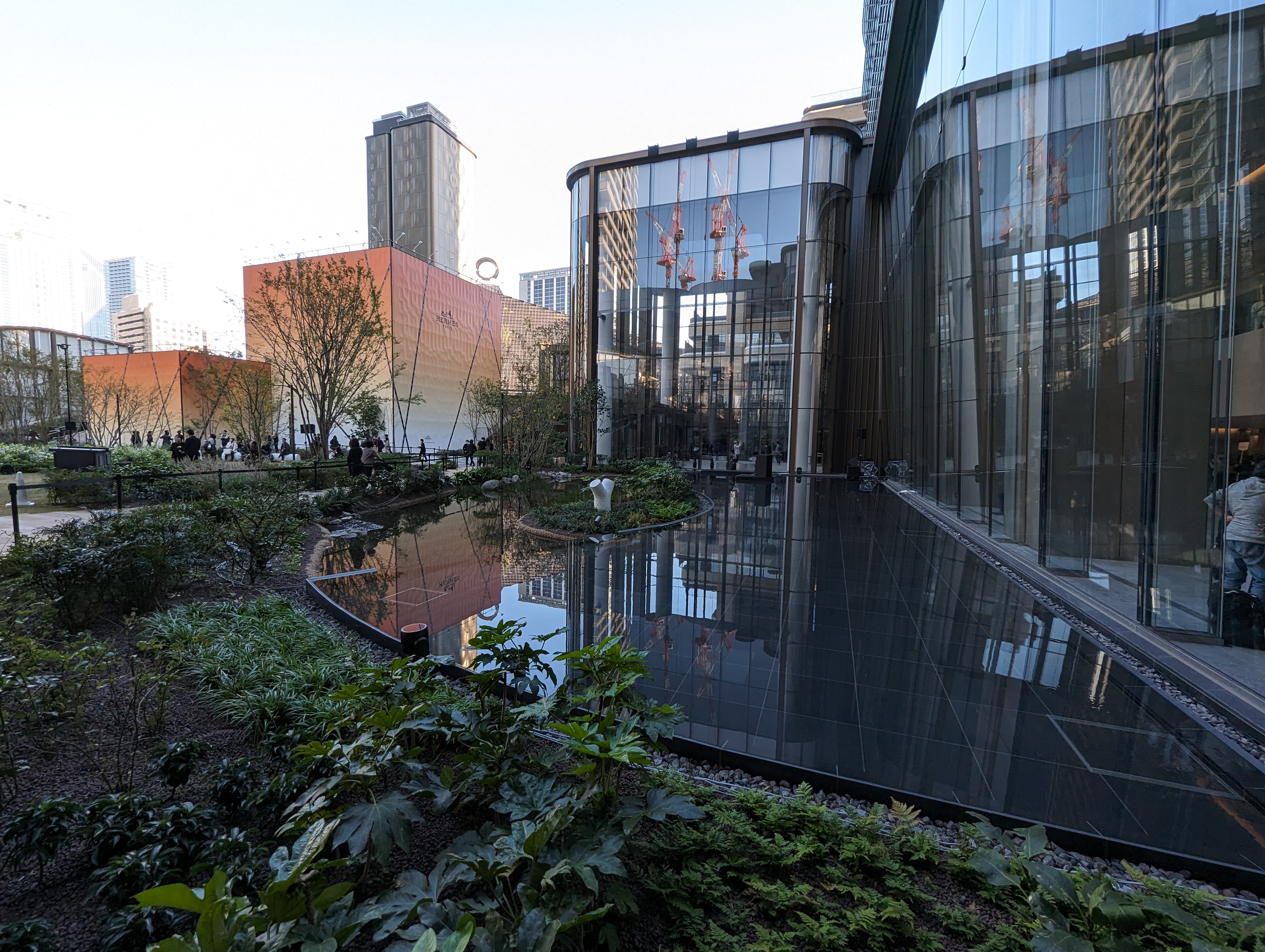
中央広場
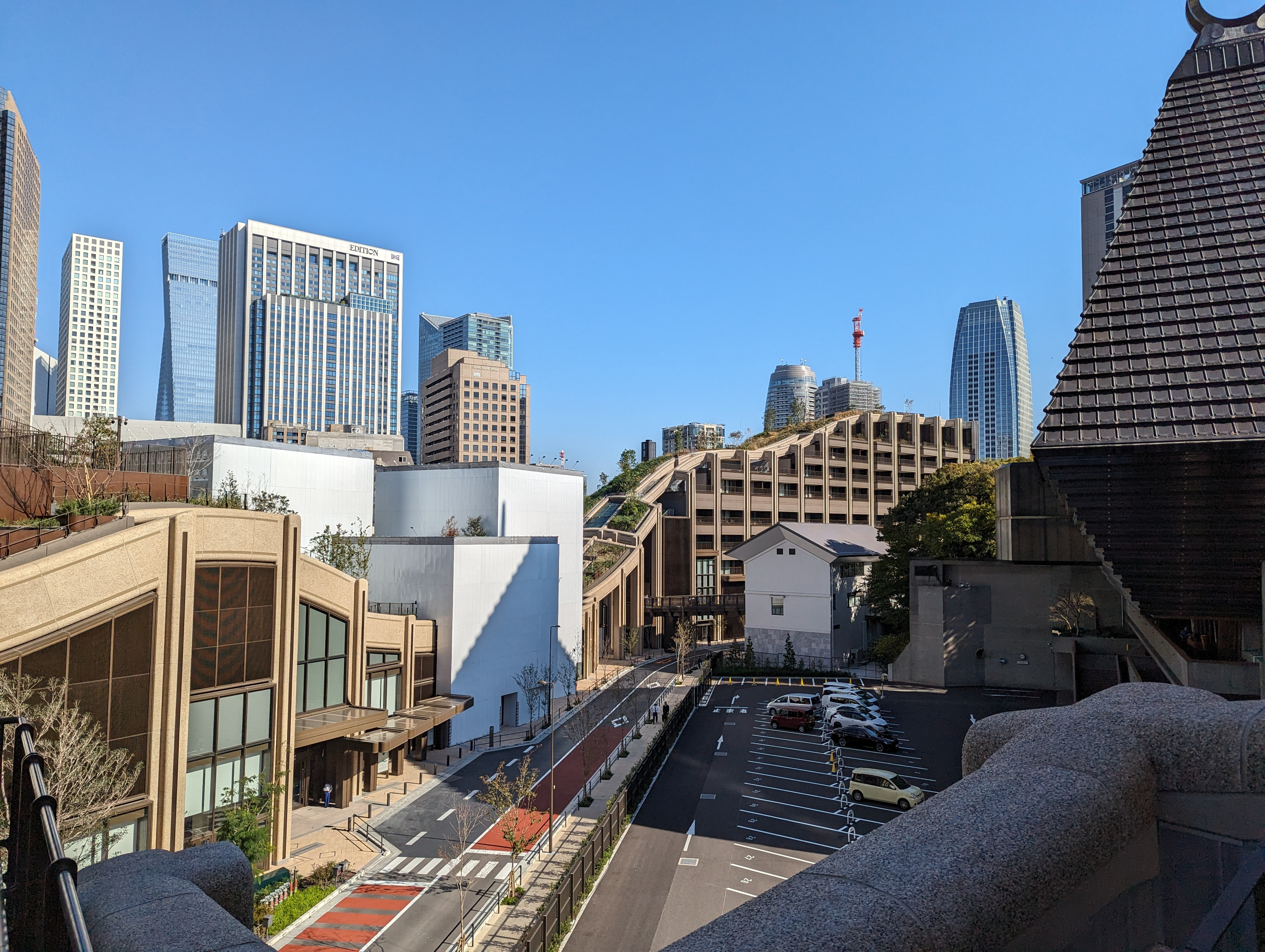
アプローチ イメージ
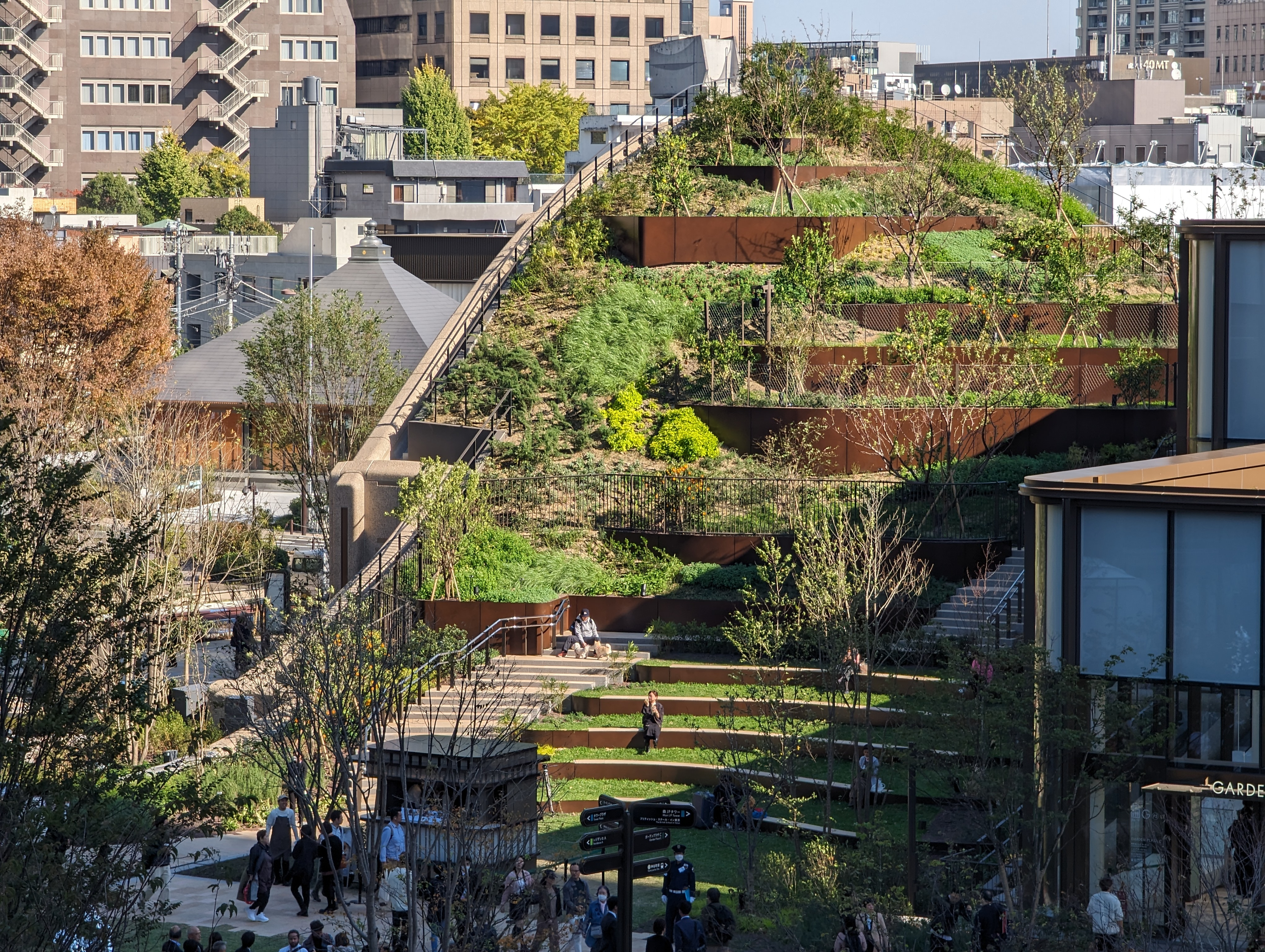
果樹園

## 中央広場

### 中央広場
東京ドーム1.7個分の面積は、約3分の1が緑化されており、中央には6000 m2の芝生の広場が設けられている。

### 果樹園
中央広場の傍らには果樹園があり、都心でフルーツ狩りもできる憩いの場にしようと、ミカンなど11種類の果物が栽培されており、誰でも収穫することができる。

## 低層棟のデザイン
低層棟の設計とランドスケープデザインを担ったのはイギリスのトーマス・ヘザウィック が率いる『ヘザウィック・スタジオ』。
曲線的な形状を構成する鉄骨とそれを覆うGRC（ガラス繊維補強コンクリート）は、一つとして同じ形がない。ジョイント部分も一つ一つ角度や形状が異なっている。それらを施工者と共有し、誤差なく製造したことで実現した。
鉄骨によるアーチ構造は内部空間の容積を大きくするのに寄与している。
GRCの中には様々な色の小さな石粒を混ぜ込み、洗い出し仕上げをしている。近くに寄ると、色々な石のつぶを見ることができる。
低層棟のデザイン - 建設の様子から

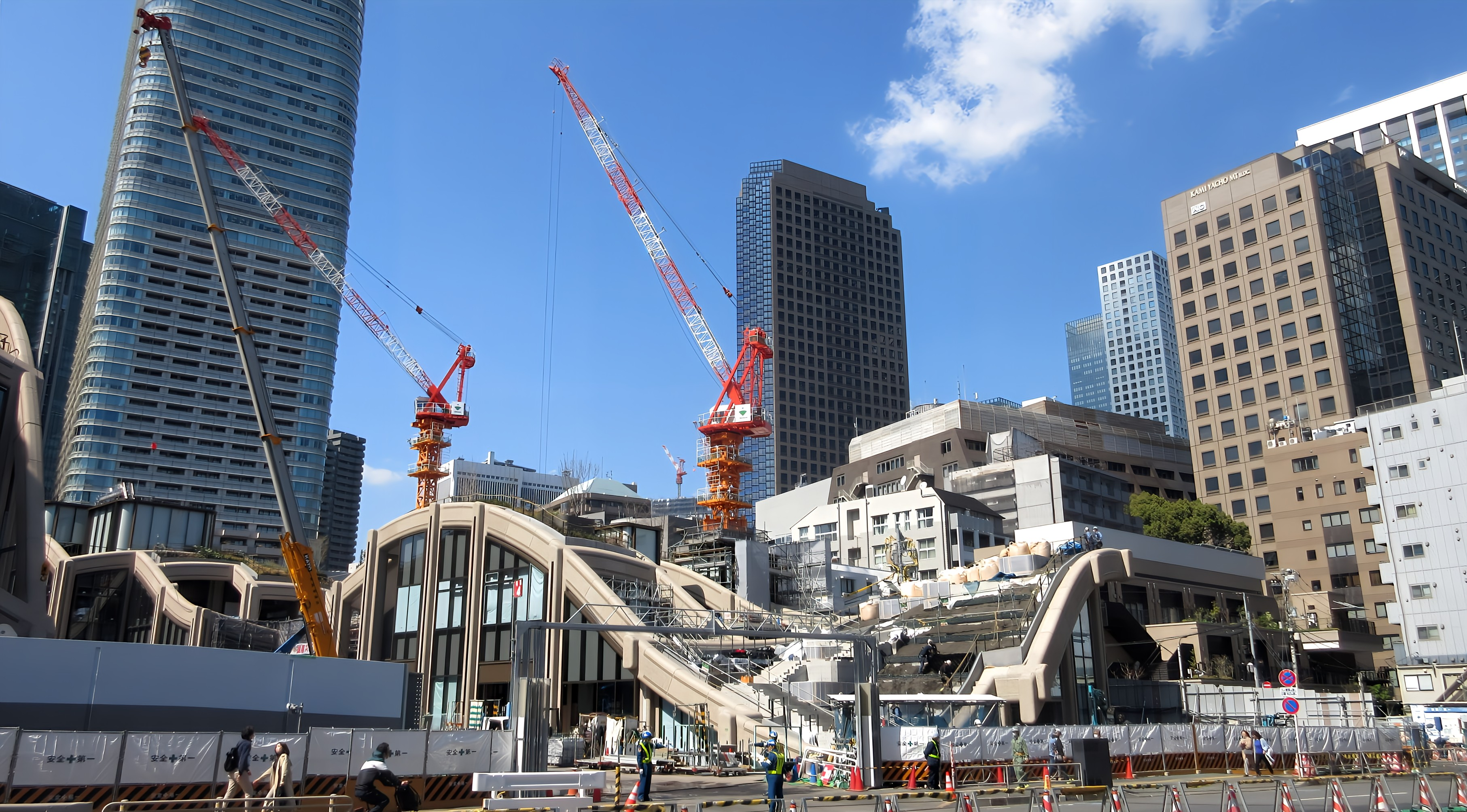
建設途上のGarden Plaza (2023・3・23撮影) 01
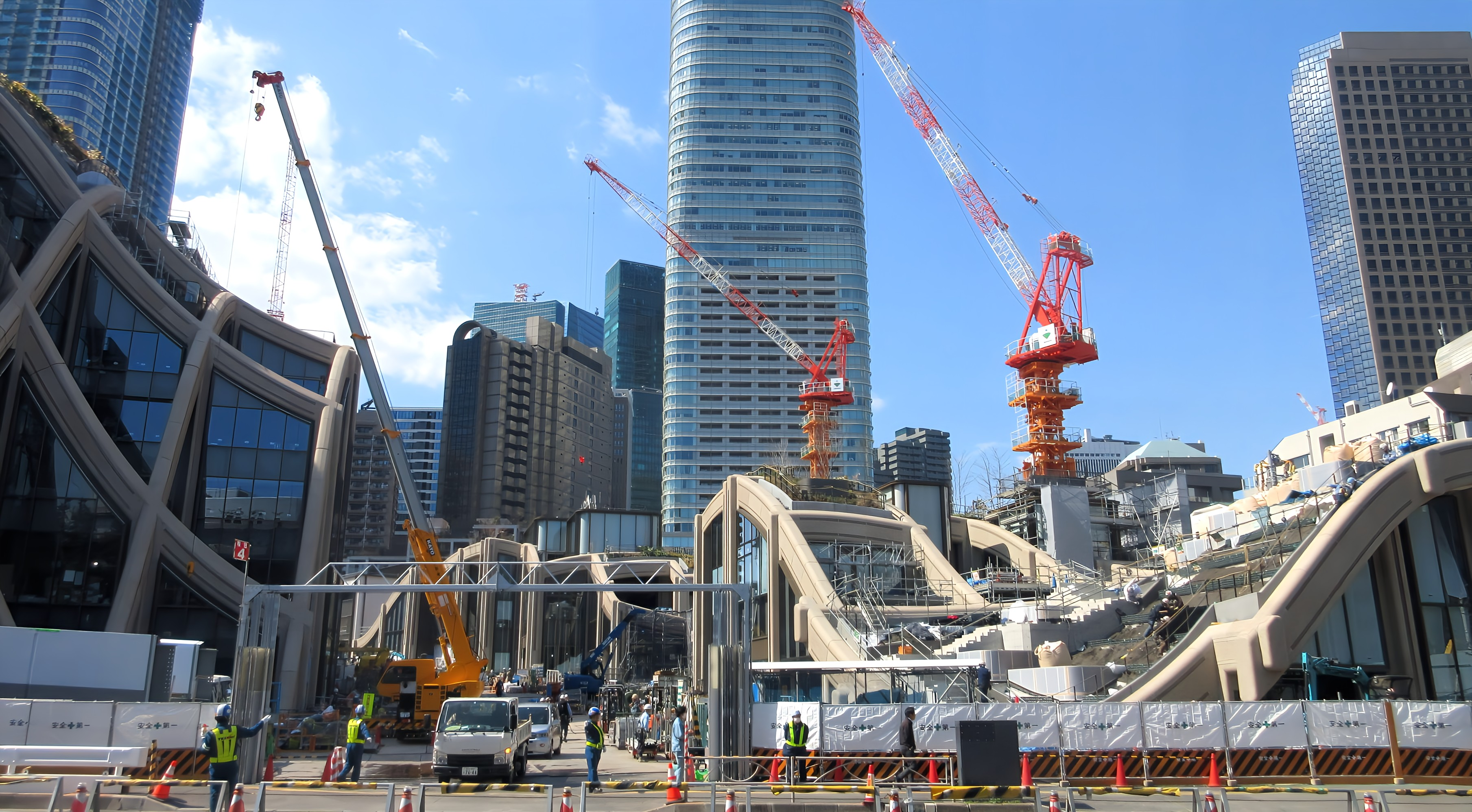
建設途上のGarden Plaza (2023・3・23撮影) 02
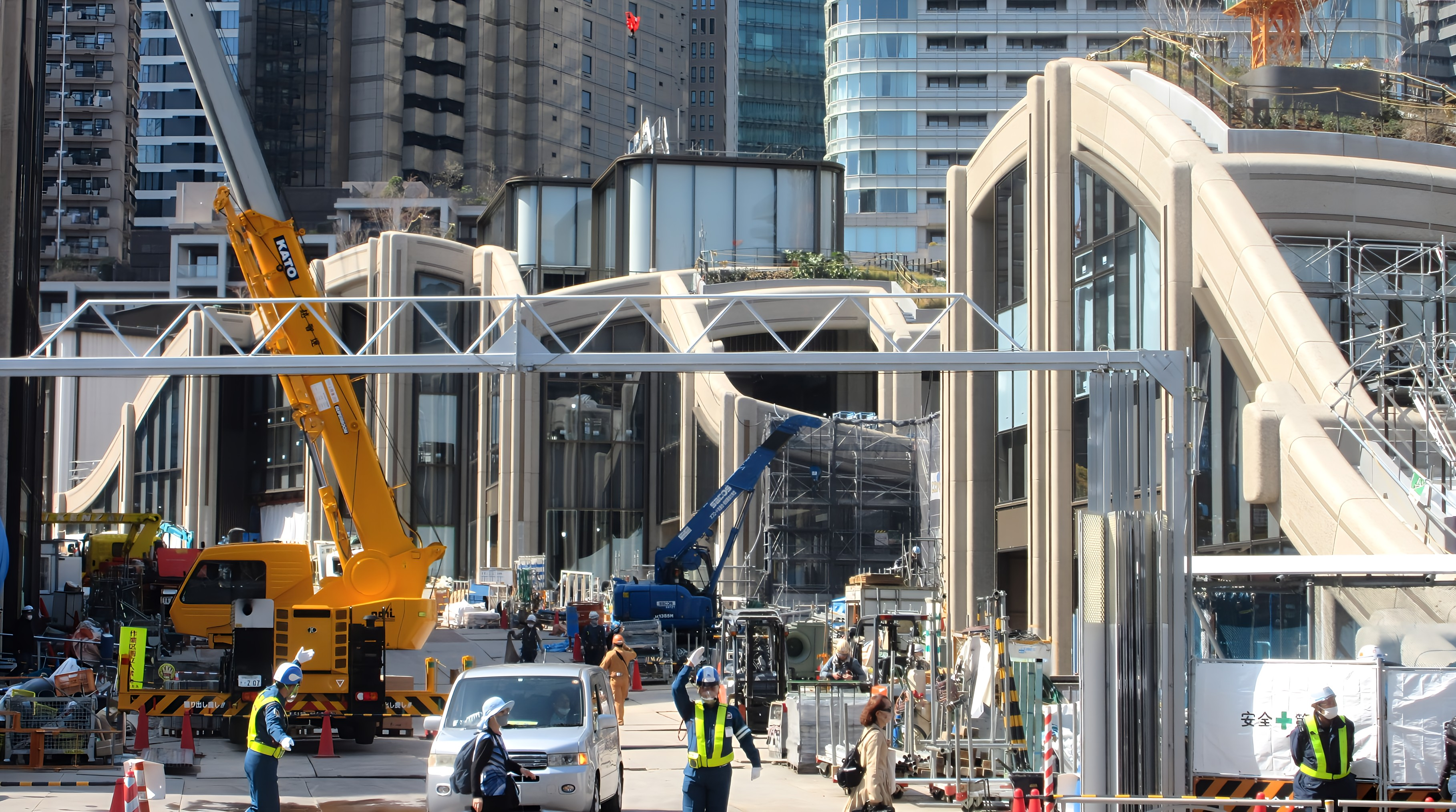
建設途上のGarden Plaza (2023・3・23撮影) 03
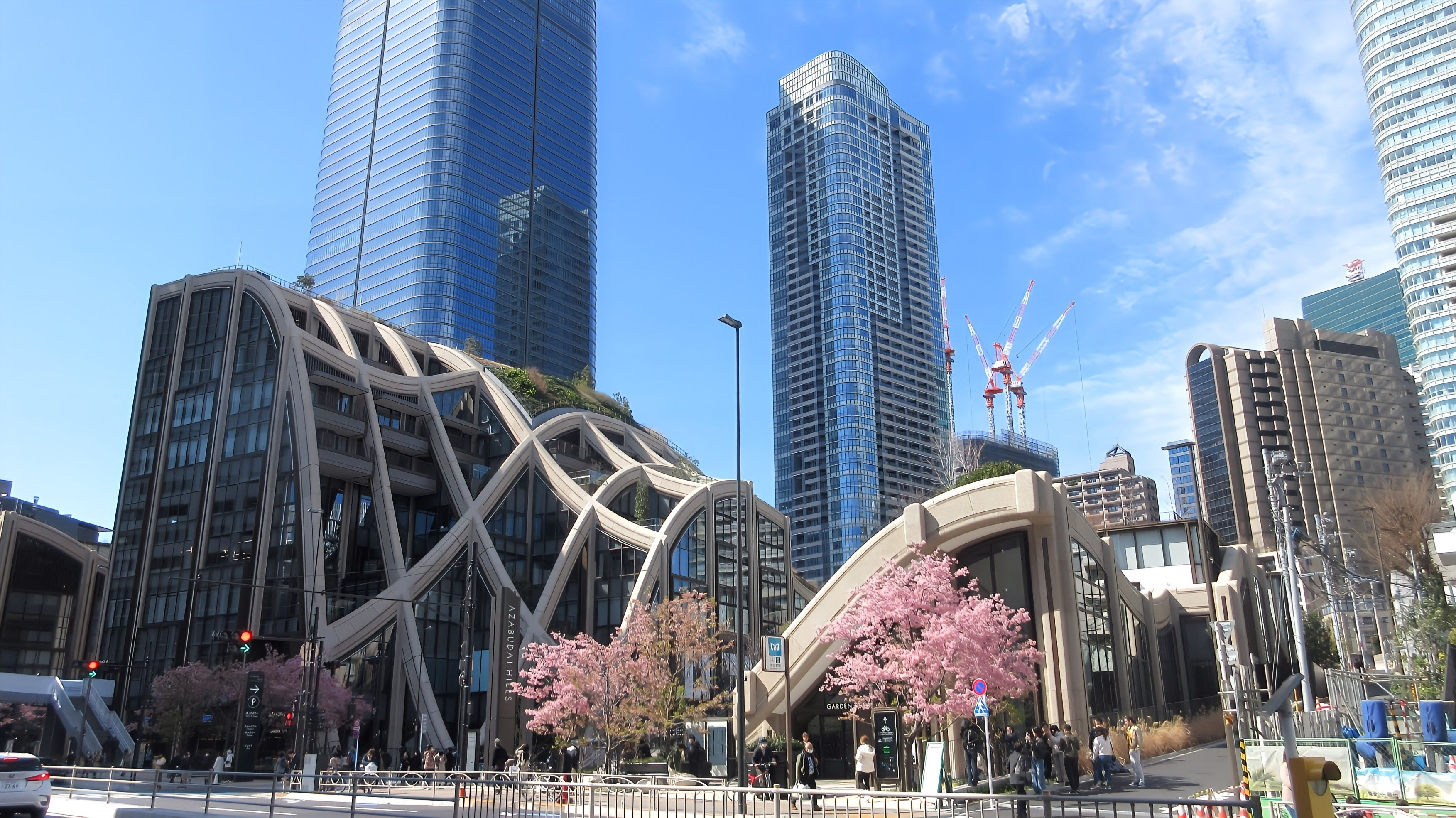
完成した姿・2月下旬には河津桜が咲き誇る
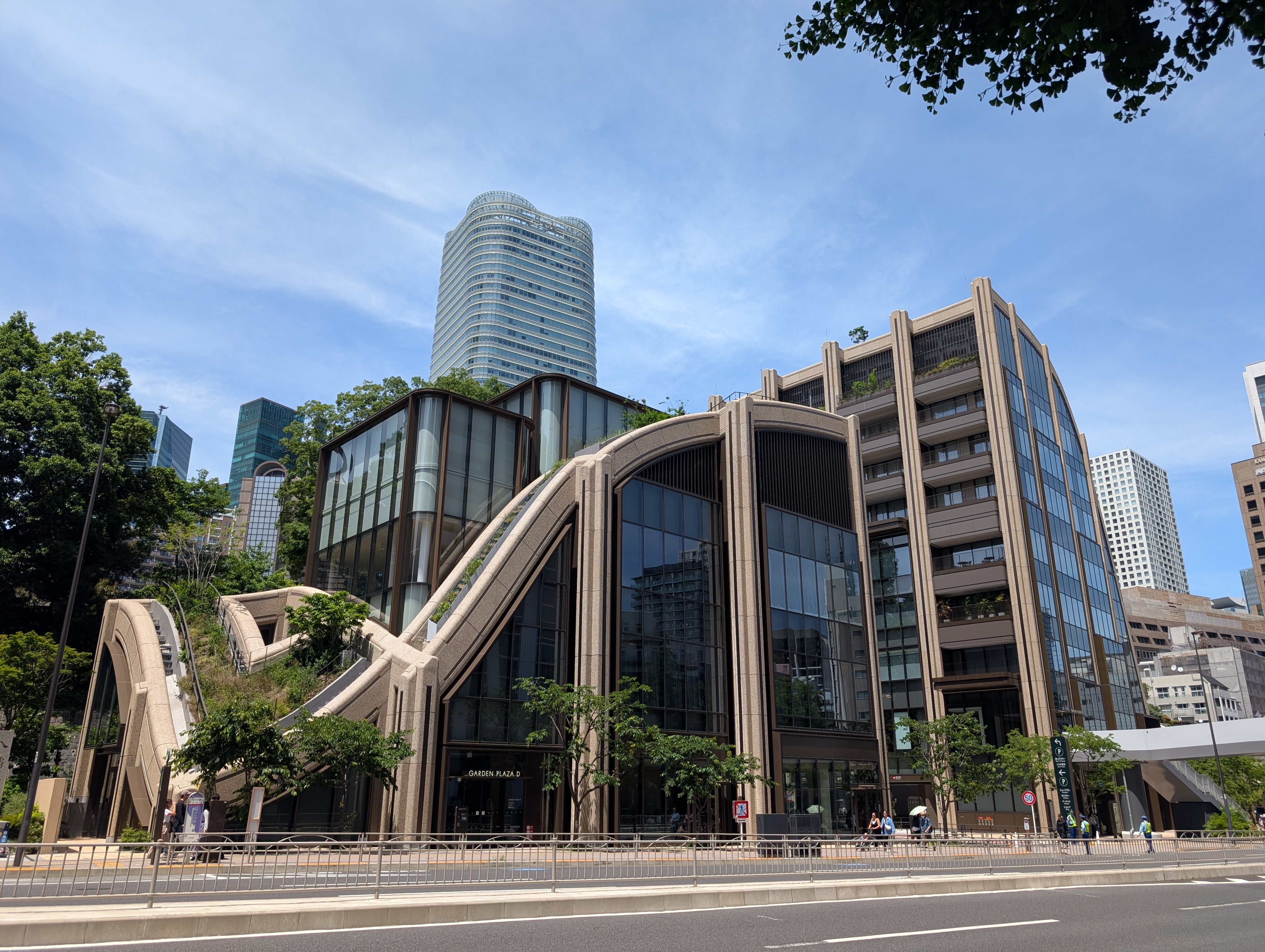
南東から。後方はアークヒルズ仙石山森タワー (2025・5・11撮影)

## 交通
公式ウェブサイト「アクセス」も参照。
鉄道
- 東京メトロ日比谷線 神谷町駅 5番出口直結
- 東京メトロ南北線 六本木一丁目駅 4番出口 徒歩2分

路線バス
- 都営バス[19]
  - 渋88「麻布台ヒルズ」 - 街区西側にある。
  - 橋86・浜95・渋88「虎ノ門五丁目」 - 街区南側にある。
  - 反96 「飯倉片町」 徒歩3分
- ちぃばす（港区コミュニティバス）
  - 麻布東ルート「虎ノ門5丁目」 - 街区南側にある。
  - 麻布東ルート・麻布西ルート「飯倉片町」 徒歩3分

## 周辺
- 神谷町駅
- 外務省飯倉別館
- ロシア大使館
- オランダヒルズ
- 国道1号（桜田通り）
- 港区立麻布小学校
- 東京タワー
- 麻布通り
- 六本木ファーストビル
- 首都高速都心環状線・飯倉出入口